# Joachim Król
Pour les articles homonymes, voir Krol.
Joachim Król, né le 17 juin 1957 à Herne (Allemagne), est un acteur allemand.
Il s'est surtout fait connaître par le cinéma et la télévision.  Il joue toujours au théâtre par exemple dans le « Bochumer Schauspielhaus » ou le « Schauspielhaus Köln ».

## Filmographie
- 1984 : Kaltes Fieber, avec Katharina Böhm, Cornelia Froboess, Lisa Kreuzer
- 1988 : Au-delà du vertige (pl) (Wherever You Are...), avec Julian Sands, Renée Soutendijk
- 1993 : Wir können auch anders, avec Horst Krause, Konstantin Kotljarov, Sophie Rois
- 1993 : Maria la maléfique (Die tödliche Maria), avec Nina Petri, Katja Studt
- 1994 : Les Nouveaux Mecs (Der bewegte Mann), avec Til Schweiger, Katja Riemann
- 1995 : Keiner liebt mich, avec Pierre Sanoussi-Bliss, Maria Schrader
- 1996 : Das Superweib, avec Veronica Ferres, Til Schweiger, Heiner Lauterbach
- 1997 : Rossini, avec Mario Adorf, Götz George, Veronica Ferres
- 1997 : Die Unschuld der Krähen, avec Nina Petri
- 1998 : Aller simple pour Inari (Zugvögel... Einmal nach Inari), avec Outi Mäenpää, Peter Lohmeyer, Nina Petri
- 1998 : Cours, Lola, cours ! (Lola rennt), avec Franka Potente, Moritz Bleibtreu
- 1999 : Ein Lied von Liebe und Tod (Gloomy Sunday), avec Ben Becker, Stefano Dionisi, Erika Marozsán
- 2000 : La Princesse et le Guerrier (Der Krieger und die Kaiserin), avec Franka Potente, Benno Fürmann
- 2000 - 2001 : Commissaire Brunetti, avec Barbara Auer, Michael Degen (en)
  - Vendetta
  - Venezianische Scharade
  - In Sachen Signora Brunetti
  - Nobilità
- 2001 : The Diary Of Anne Frank
- 2002 : Viel passiert, avec BAP
- 2002 : le Baiser de l'ours (Der Kuss des Bären), avec Sergei Bodrov, jr. et Rebecca Liljeberg
- 2004 : Silentium, avec Josef Hader, Udo Samel
- 2004 : Soundless (Lautlos), avec Nadja Uhl
- 2004 : Schneeland, avec Thomas Kretschmann et Julia Jentsch
- 2005 : Unkenrufe, avec Matthias Habich et Meret Becker
- 2006 : Prince Rodolphe : l'héritier de Sissi de Robert Dornhelm (TV)
- 2008 : Adam Resurrected de Paul Schrader
- 2011 : Aghet : 1915, le génocide arménien (Aghet – Ein Völkermord) de Eric Friedler (TV)
- 2011 : Tom Sawyer : Muff Potter
- 2012 : Bienvenue en Sibérie (Ausgerechnet Sibirien) (TV) : Matthias Bleuel
- 2022 : Du sang sur la forêt : avec Désirée Nosbusch

## Distinctions
- Deutscher Filmpreis (1993 et 1995)
- Bayerischer Filmpreis (1995)
- Bambi (1994)
- Deutscher Internet Filmpreis Silber (1999)
- Deutscher Internet Filmpreis Silber (2000)
- Filmpreis der Stadt Hof (2000)
- Goldene Filmspule (2001)